# Брэнд, Джошуа
Джошуа Брэнд (англ. Joshua Brand; род. 1950) — американский сценарист, режиссёр и продюсер телевидения, который создал сериалы «Сент-Элсвер», «Я улечу» и «Северная сторона» вместе со своим партнёром-сценаристом/продюсером Джоном Фолси.

## Ранняя жизнь
Джошуа Брэнд окончил с большим почётом Городской колледж Нью-Йорка, после чего получил членство в Колумбийском университете, где он получил степень магистра с отличием в английской литературе.

## Карьера
Его пьеса «Babyface» была произведена в Лос-Анджелесе в 1978 году и была отобрана в полуфинал в Американском конкурсе пьес, спонсированном Театром актёров Луисвилля. Другой пьесе, «Grunts», дали сценическое чтение в американской театральной консерватории в Нью-Йорке.
Ранняя телевизионная карьера Брэнда была проведена в написании сценариев для «Белой тени» от MTM Enterprises, где он и Фолси впервые стали командой. Затем они создали «Сент-Элсвер» для MTM в 1982 году и написали сюжет для всех эпизодов первого сезона, кроме одного, прежде чем покинуть шоу. Он и Фолси затем стали сценаристами и продюсерами сериала «Удивительные истории» для Стивена Спилберга и мини-сериала «Год жизни» прежде чем разработать их два значимых сериала. В 1992 году, шоу Брэнда и Фолси, «Северная сторона» (16 номинаций на «Эмми») и «Я улечу» (14 номинаций) захватили почти 10% всех номинаций на «Эмми», доступных для ночных телевизионных программ. За это время, Брэнд и Фолси также выиграли три премии «Эмми»: лучший мини-сериал в 1987 году за «Год жизни»; лучший сценарий мини-сериала, фильма или драматической программы за пилот «Я улечу» в 1992 году; и лучший драматический сериал за «Северную сторону» в том же году.
Брэнд позже создал недолговечный сериал «Впадая в крайности». Он был номинирован на одиннадцать премий «Эмми» (выиграв три, как было отмечено выше), а также выиграл приз «Хуманитас», премию Гильдии продюсеров США и премию Окружающей среды за неизменную преданность. Брэнд в настоящее время является сценаристом и исполнительным продюсером нашумевшего сериала канала FX «Американцы».
Его режиссёрские работы включают полнометражный фильм «Пироманьяк: История любви», телефильмы «Студия звукозаписи „Wall to Wall“» и «Дорога домой», и эпизоды сериалов «Тридцать-с-чем-то» и «Новая Жанна д'Арк».